# Michael Bourn
Michael Ray Bourn (né le 27 décembre 1982 à Houston, Texas, États-Unis) est un voltigeur des Orioles de Baltimore de la Ligue majeure de baseball.
Bourn a remporté le Gant doré pour son excellence en défensive au champ extérieur en 2009 et 2010, en plus de recevoir deux invitations match des étoiles comme représentant des Astros de Houston. Il est champion des buts volés dans la Ligue nationale trois années de suite, de 2009 à 2011.

## Carrière

### Scolaire et universitaire
Michael Bourn est repêché le 5 juin 2000 par les Astros de Houston, mais il décline l'offre afin de poursuivre ses études à l'Université de Houston. Malgré son manque de puissance bâton (seulement 2 coups de cuircuit en trois années universitaires), il se fait remarquer par les recruteurs pour ses performances en matière de présence sur bases (0,431) et les vols de buts : 90 en 119 tentatives.

### Professionnelle

#### Phillies de Philadelphie

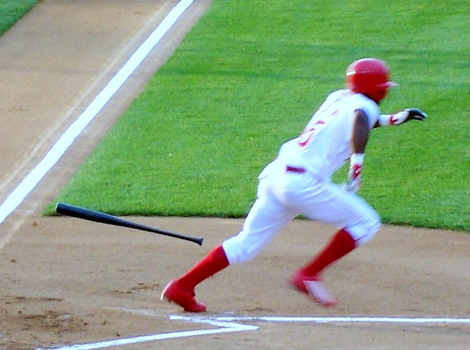
Michael Bourn en 2006 avec les Phillies.

Il rejoint les rangs professionnels après la repêchage amateur du 3 juin 2003 en étant sélectionné au quatrième tour par les Phillies de Philadelphie. Après trois saisons en Ligues mineures, il fait ses débuts en Ligue majeure le 30 avril 2006.

#### Astros de Houston

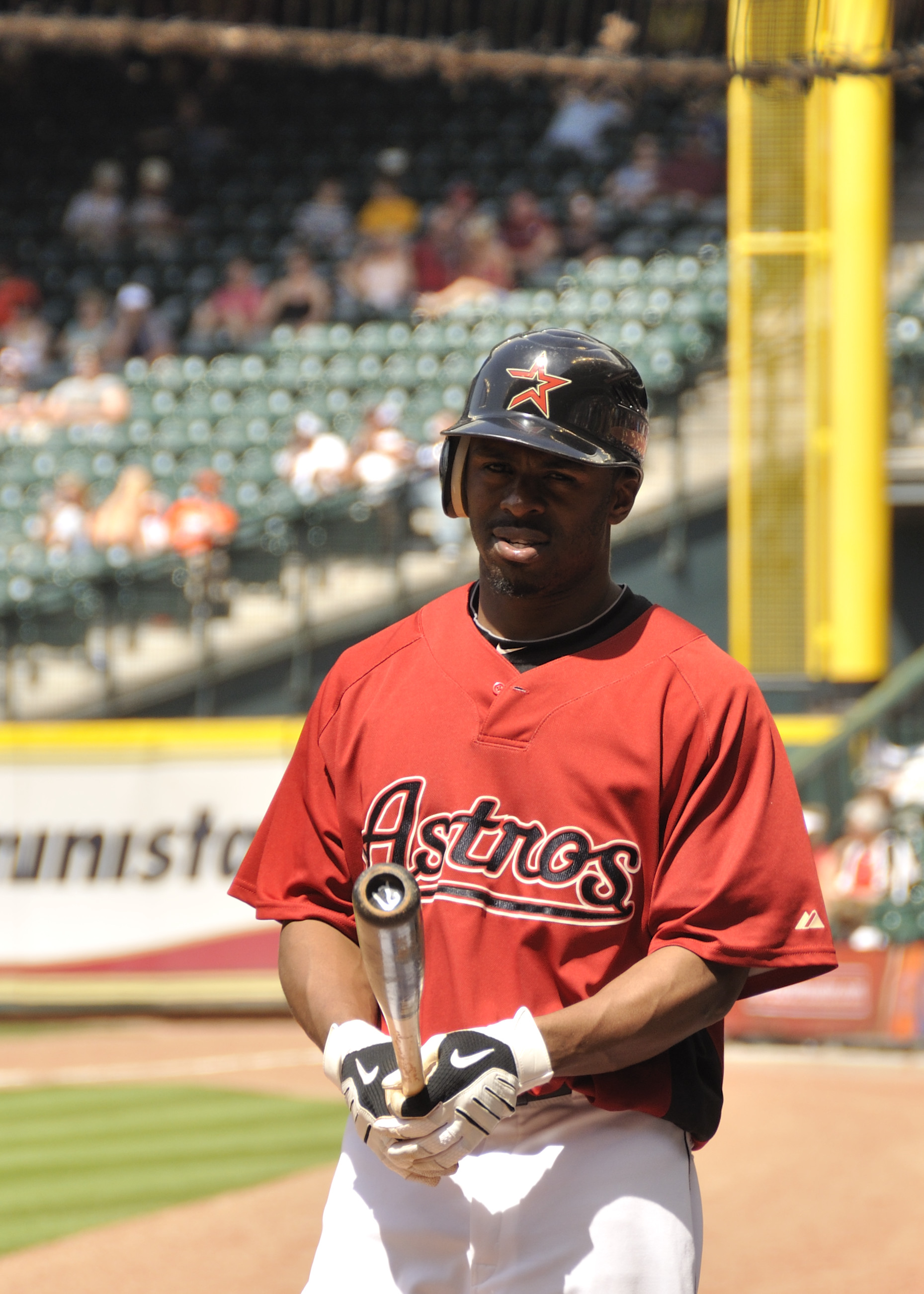
Michael Bourn en 2010 avec les Astros.

Il rejoint sa ville natale et les Astros de Houston le 7 novembre 2007 lorsque ces derniers cèdent le lanceur Brad Lidge et l'arrêt-court Eric Bruntlett aux Phillies en retour de Bourn, du troisième but Mike Costanzo et du lanceur Geoff Geary.
Spécialiste du vol de but, il termine quatrième en Ligue nationale à ce niveau avec 41 buts volés en 2008. En 2009, il remporte le championnat des voleurs de buts de la Nationale avec 61.
Il reçoit en 2009 un premier Gant doré soulignant son excellence en défensive à la position de voltigeur.
Pour une deuxième saison consécutive, Bourn termine en tête de tous les joueurs de la Ligue nationale pour les buts volés avec 52 durant la saison 2010. Il reçoit en juillet sa première invitation au match des étoiles. À la fin de l'année, il est honoré par un deuxième Gant doré.

#### Braves d'Atlanta
Le 31 juillet 2011, à la date limite des échanges dans le baseball majeur, Bourn passe aux Braves d'Atlanta en retour du voltigeur Jordan Schafer et de trois lanceurs des ligues mineures (le gaucher Brett Oberholtzer et les droitiers Paul Clemens et Juan Abreu).
Il termine la saison avec 61 vols de buts, égalant son record personnel de 2009. Il mène la Ligue nationale à ce chapitre pour la troisième année de suite et est le champion voleur de buts des majeures pour cette saison.
En 2012, Bourne frappe pour ,274 avec 171 coups sûrs. Il marque 96 points, en produit 57 et vole 42 buts, soit deux de moins seulement que le champion voleur de la Ligue nationale, Everth Cabrera. Il apparaît parmi les meneurs dans plusieurs catégories offensives et défensives et aide Atlanta à atteindre les séries éliminatoires. En saison régulière, il frappe neuf circuits, soit deux de plus que son total des trois saisons précédentes combinées. Il reçoit à la mi-saison sa seconde invitation au match des étoiles. Il devient un des agents libres les plus convoités de la ligue à l'automne 2012.

#### Indians de Cleveland
Après la saison 2012, les Braves d'Atlanta font une offre de contrat à Bourn mais engagent un autre voltigeur agent libre, B. J. Upton. En vertu d'un nouveau règlement de la MLB, si le club ayant un futur agent libre dont le contrat vient à échéance fait officiellement une offre à un joueur (pour un contrat d'un an et un salaire dans la moyenne des 125 plus élevés de la saison précédente), ce club recevra, advenant la perte de ce joueur, un choix de repêchage en compensation de la part de l'équipe l'ayant engagé. Ceci a pour conséquence de considérablement réduire l'intérêt envers Bourn, qui est toujours sans emploi lorsque s'ouvrent les camps d'entraînement en février 2013. Le 15 février 2013, Michael Bourn signe finalement un contrat de 48 millions de dollars pour 4 saisons avec les Indians de Cleveland, une équipe qui avait déjà perdu son choix au repêchage en signant plus tôt dans l'hiver l'agent libre Nick Swisher.

#### Retour à Atlanta
Le 7 août 2015, les Indians de Cleveland échangent Bourn et le joueur de premier but Nick Swisher aux Braves d'Atlanta en retour du joueur de troisième but Chris Johnson.

## Statistiques
En saison régulière
| Saison | Équipe | J   | AB   | R   | H   | 2B | 3B | HR | RBI | SB  | AVG  |
| ------ | ------ | --- | ---- | --- | --- | -- | -- | -- | --- | --- | ---- |
| 2006   | PHI    | 17  | 8    | 2   | 1   | 0  | 0  | 0  | 0   | 1   | .125 |
| 2007   | PHI    | 105 | 119  | 29  | 33  | 3  | 3  | 1  | 6   | 18  | .277 |
| 2008   | HOU    | 138 | 467  | 57  | 107 | 10 | 4  | 5  | 29  | 41  | .229 |
| 2009   | HOU    | 157 | 606  | 97  | 173 | 27 | 12 | 3  | 35  | 61  | .285 |
| Totaux | Totaux | 417 | 1200 | 185 | 314 | 40 | 19 | 9  | 70  | 121 | .262 |

Note: J = Matches joués; AB = Passage au bâton; R = Points; H = Coups sûrs; 
2B = Doubles; 3B = Triples; HR = Coup de circuit; RBI = Points produits; SB = buts volés; Avg. = Moyenne au bâton.